# Navosomopsis
Navosomopsis is een kevergeslacht uit de familie van de boktorren (Cerambycidae). De wetenschappelijke naam van het geslacht werd voor het eerst geldig gepubliceerd in 1877 door Thomson.

## Soorten
Navosomopsis is monotypisch en omvat slechts de volgende soort:
- Navosomopsis feisthamelii (Buquet, 1860)